# 메르세데스-벤츠 M 클래스

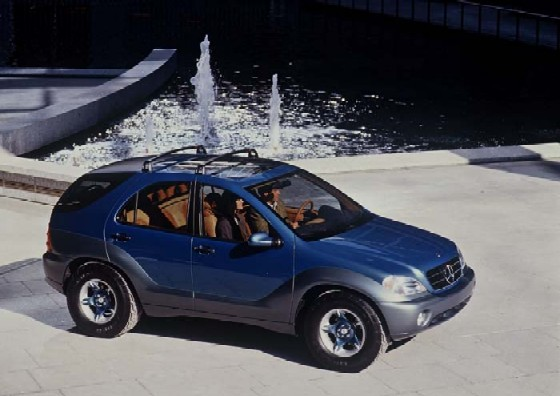
메르세데스-벤츠 AA 비전 정측면

메르세데스-벤츠 M 클래스(Mercedes-Benz M-Class)는 다임러 AG가 제조해 메르세데스-벤츠 브랜드로 판매하는 준대형 SUV이다. BMW의 고성능 브랜드인 M과 구별하기 위해 테일 게이트에 ML이라고 붙여지기도 한다. 메르세데스-벤츠의 차종 중 최초의 해외 생산 차종이다.

## 1세대(W163)

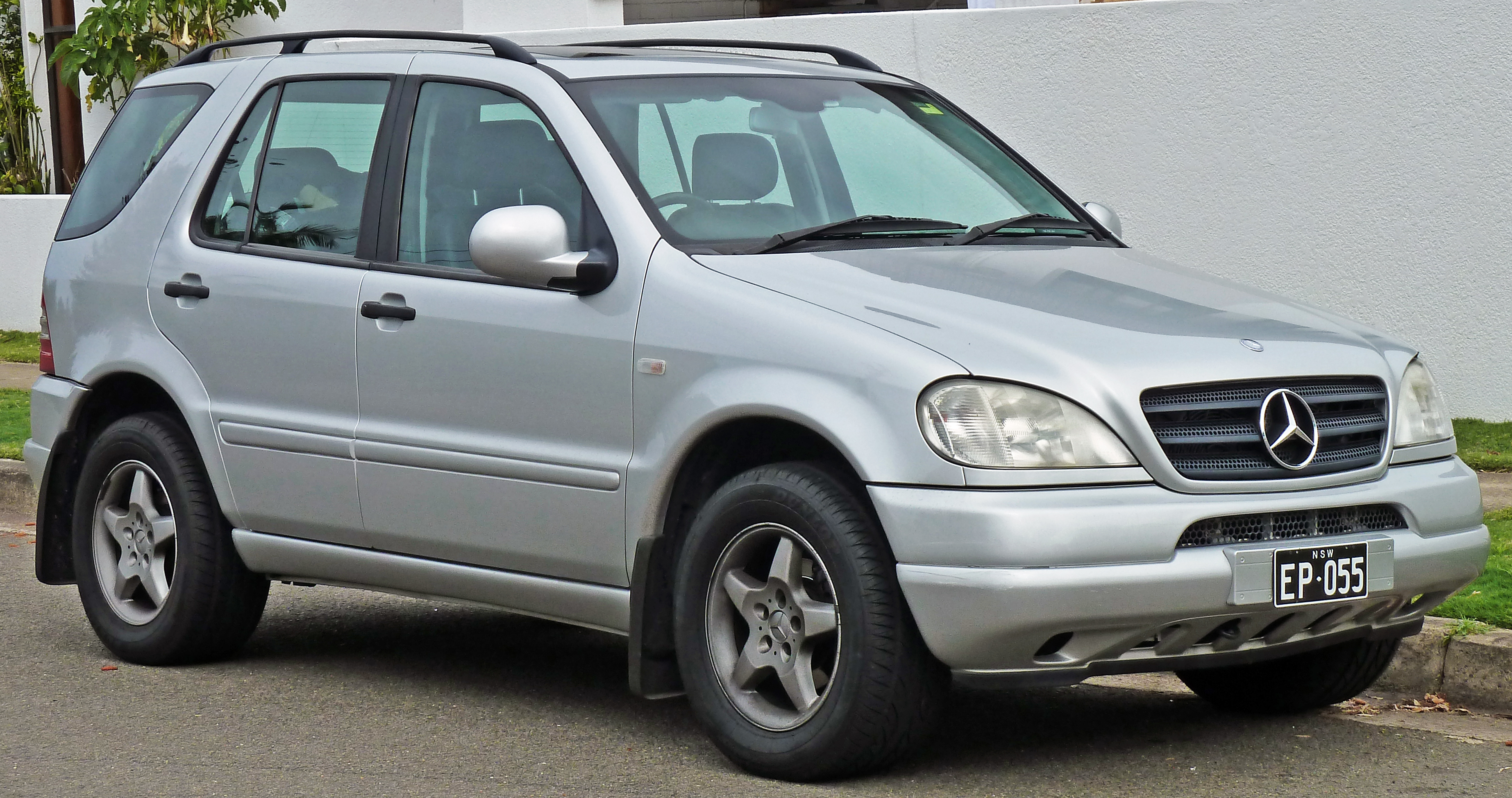
메르세데스-벤츠 M 클래스(전기형) 정측면

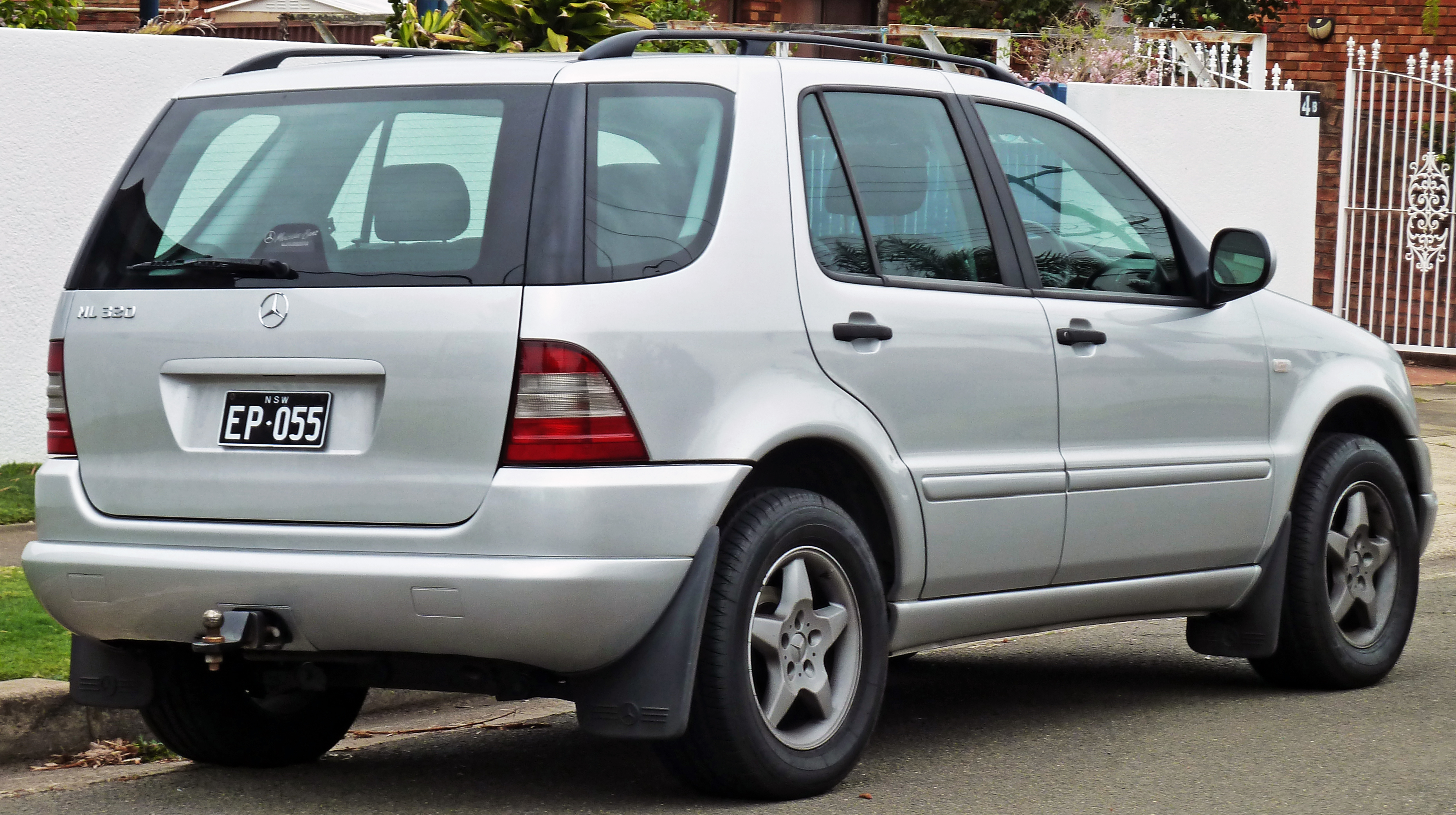
메르세데스-벤츠 M 클래스(전기형) 후측면

1996년에 개최된 북미 국제 오토쇼에 출품된 AA 비전의 양산형으로, 1998년에 출시되었고, SUV의 붐이 계속됨에 따라 북아메리카 시장을 타겟으로 개발되었다. 메르세데스-벤츠의 차량 중에서는 최초로 국내인 독일이 아닌 국외인 미국 앨라배마주 터스컬루사 현지 공장에서 생산을 개시했다. 하지만 미국에서 생산된 1세대는 품질과 완성도가 낮아서 혹평을 받았고, 이는 브랜드 이미지를 떨어뜨리는 것으로 이어졌다. 그 후에는 유럽 사양이 오스트리아에서 1999년부터 2002년까지 생산되었다. 2002년에 페이스리프트를 거쳤다. 디자인도 개선되어 유럽 대신 미국에서 생산되었다. 바디 온 프레임 차체인 이유는 다른 지역에서의 생산성을 고려한 것이고, 처음으로 해외 생산을 하게 되다보니 발생할 수 있는 품질 문제를 해소하기 위함이기도 했다.

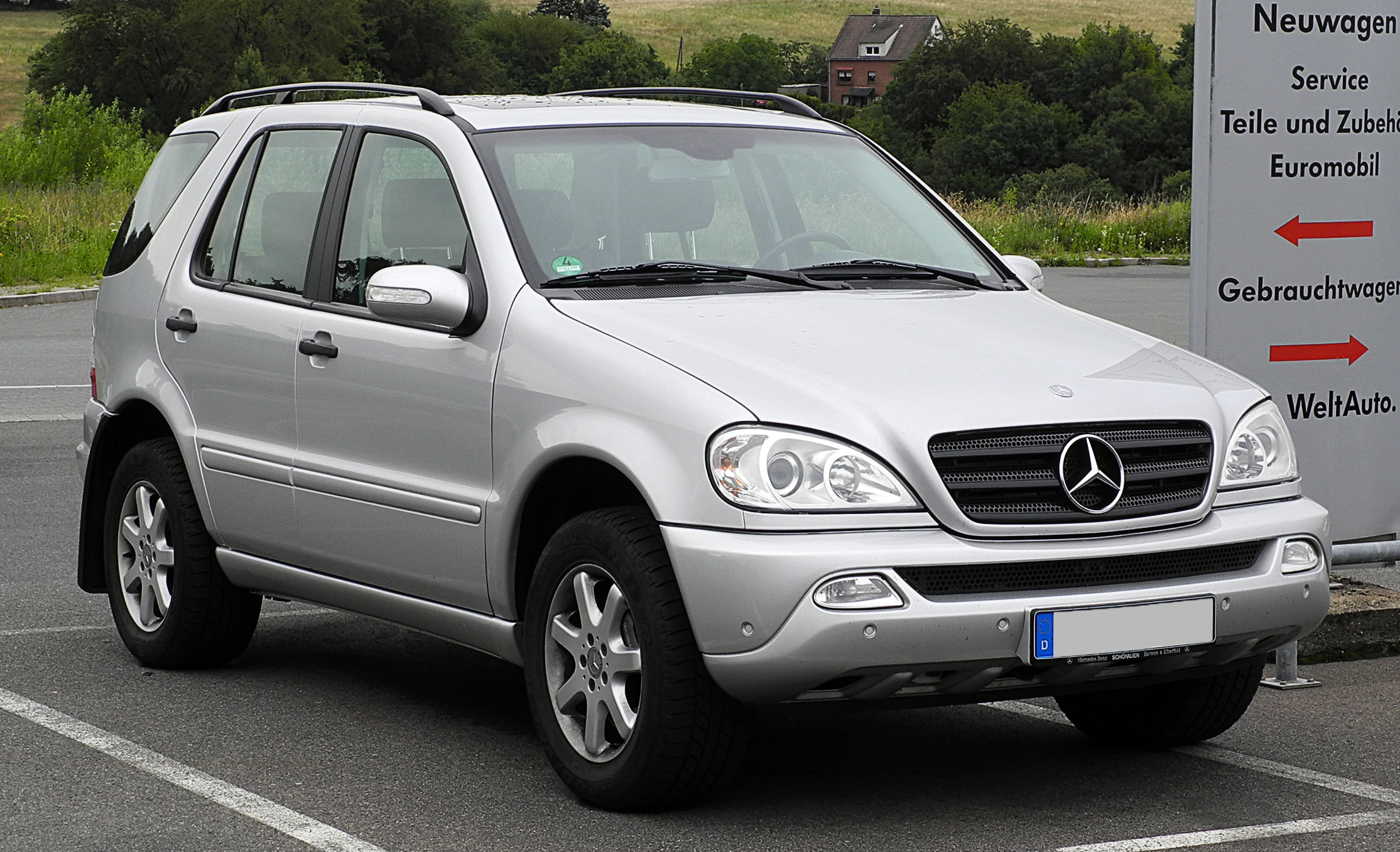
메르세데스-벤츠 M 클래스(후기형) 정측면
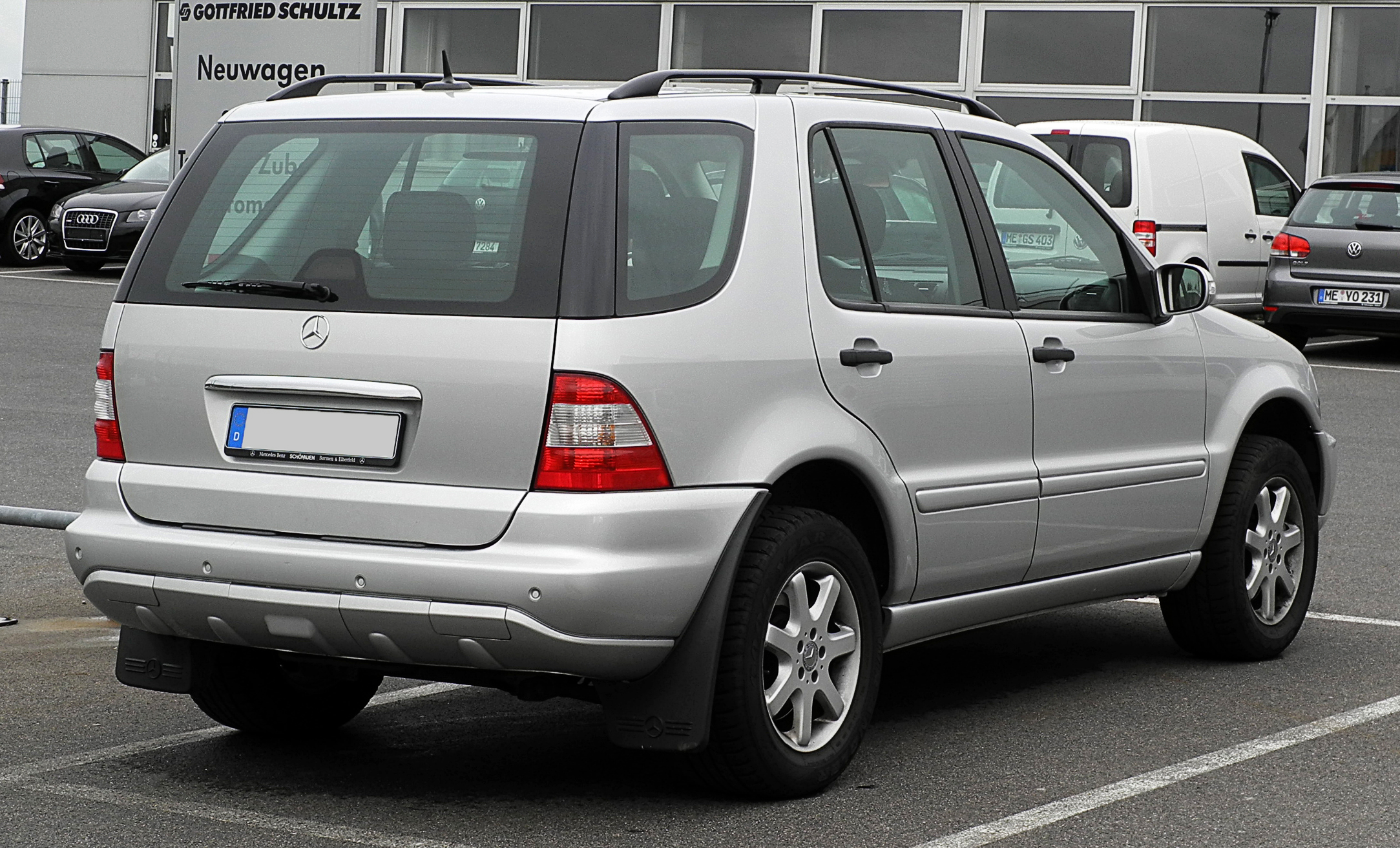
메르세데스-벤츠 M 클래스(후기형) 후측면

## 2세대(W164)

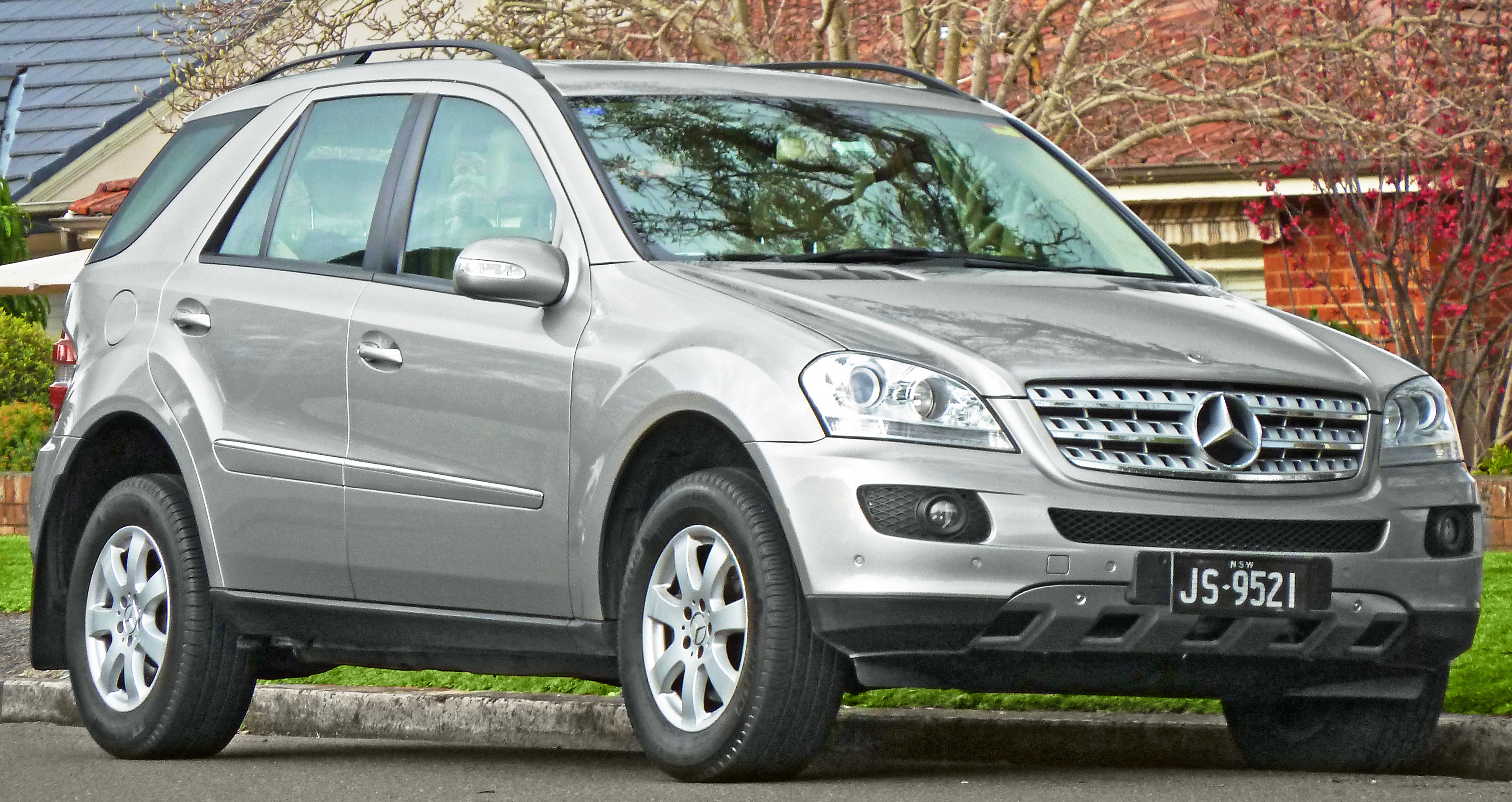
메르세데스-벤츠 M 클래스(전기형) 정측면

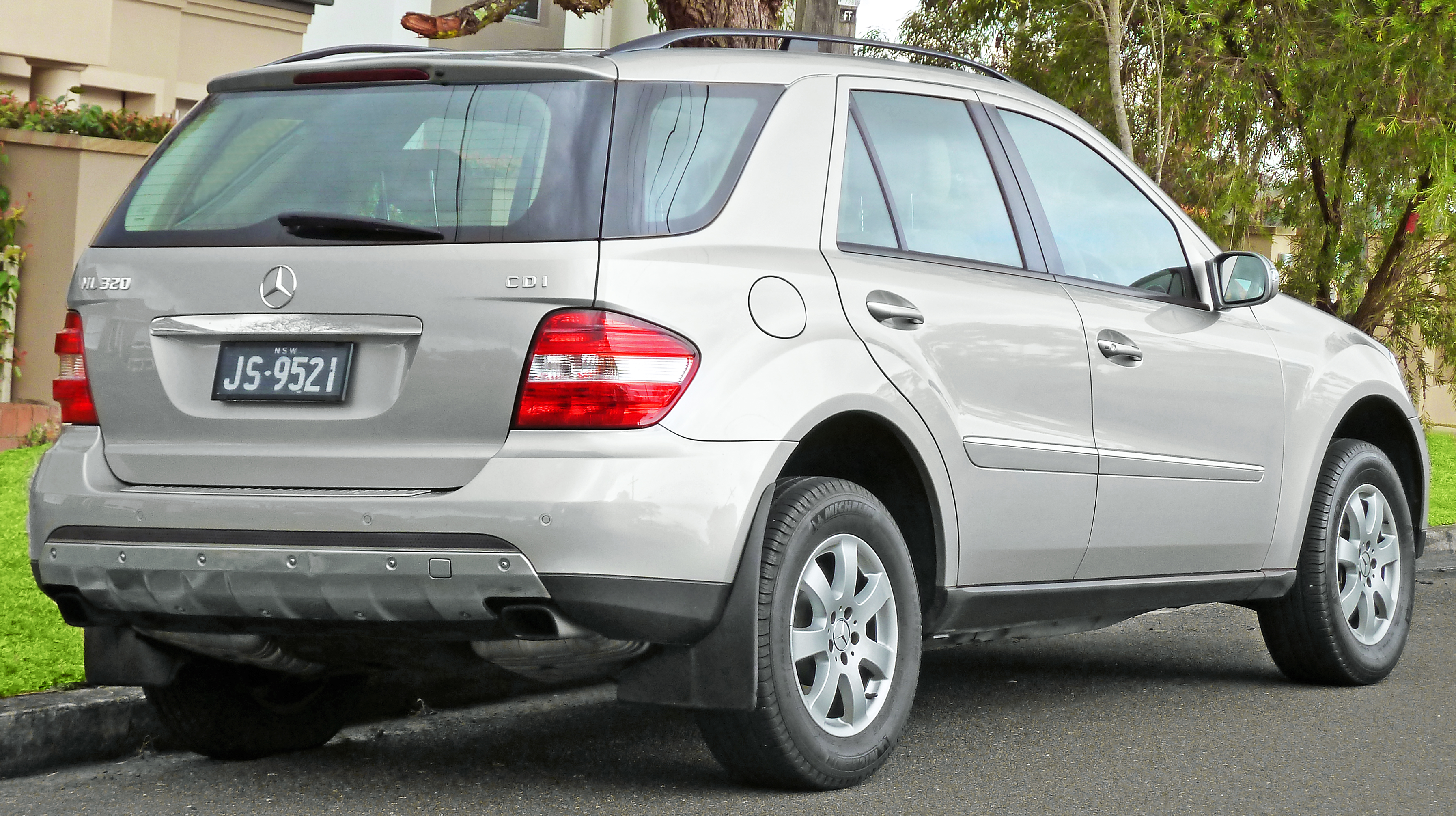
메르세데스-벤츠 M 클래스(전기형) 후측면

2005년에 나왔으며, 1세대에서 혹평받았던 품질과 완성도를 큰 폭으로 개선해 보다 고급스러움을 강조했다. 바디 온 프레임 차체로 인하여 승차감과 핸들링이 트럭 느낌에 가까워 진부하다는 인상을 주기도 했던 1세대와 달리, 2세대는 모노코크 차체로 바뀌었다. 승차감과 핸들링이 크게 개선되었고, 도시적인 느낌이 강조되었다. 2세대부터 컬럼 시프트 타입 7단 자동변속기가 달렸다. 프리 세이프와 넥 프로 액티브 헤드 레스트가 적용되어 안전성을 높였다. 2009년에 페이스 리프트를 거쳤다.

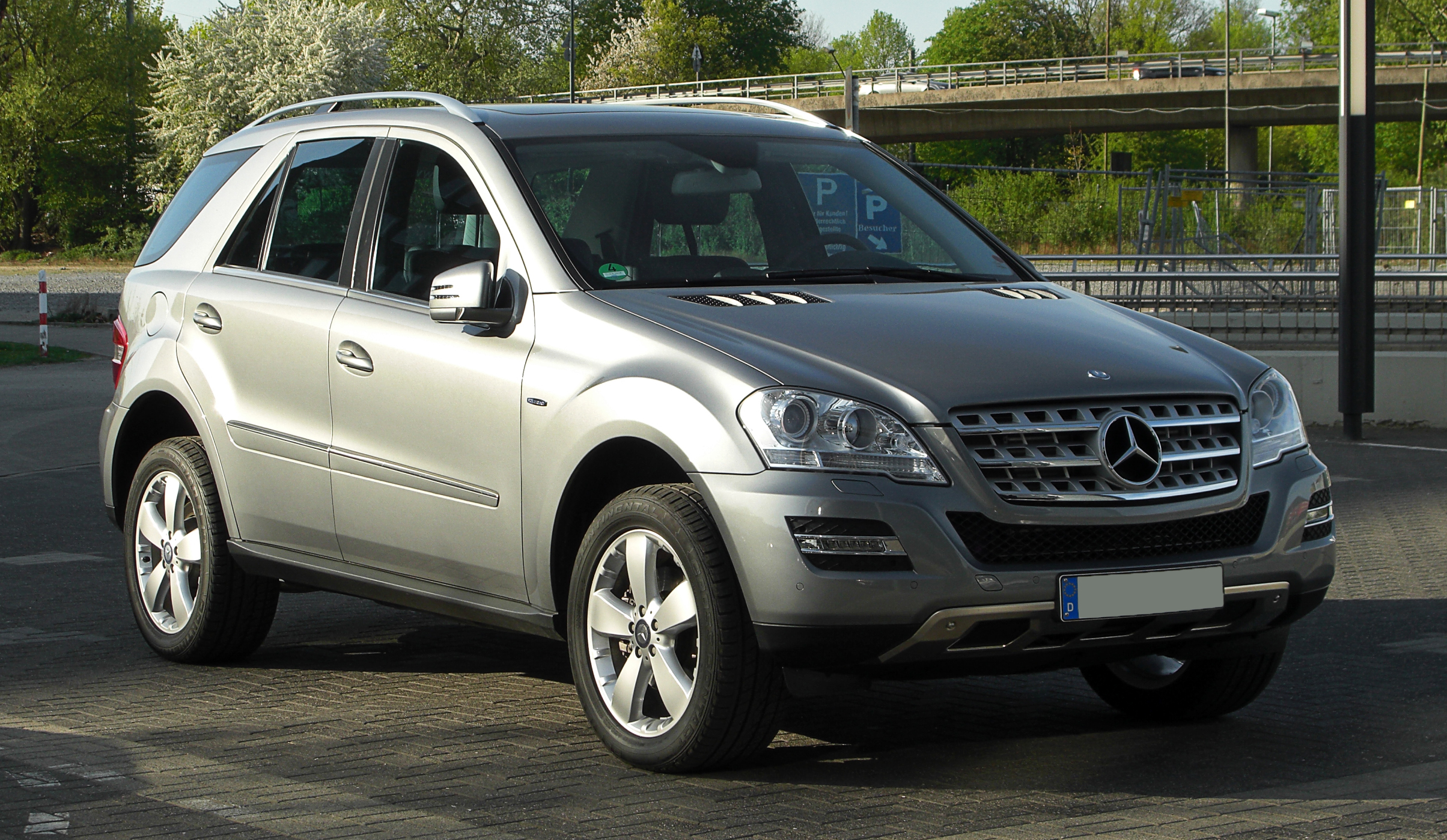
메르세데스-벤츠 M 클래스(후기형) 정측면
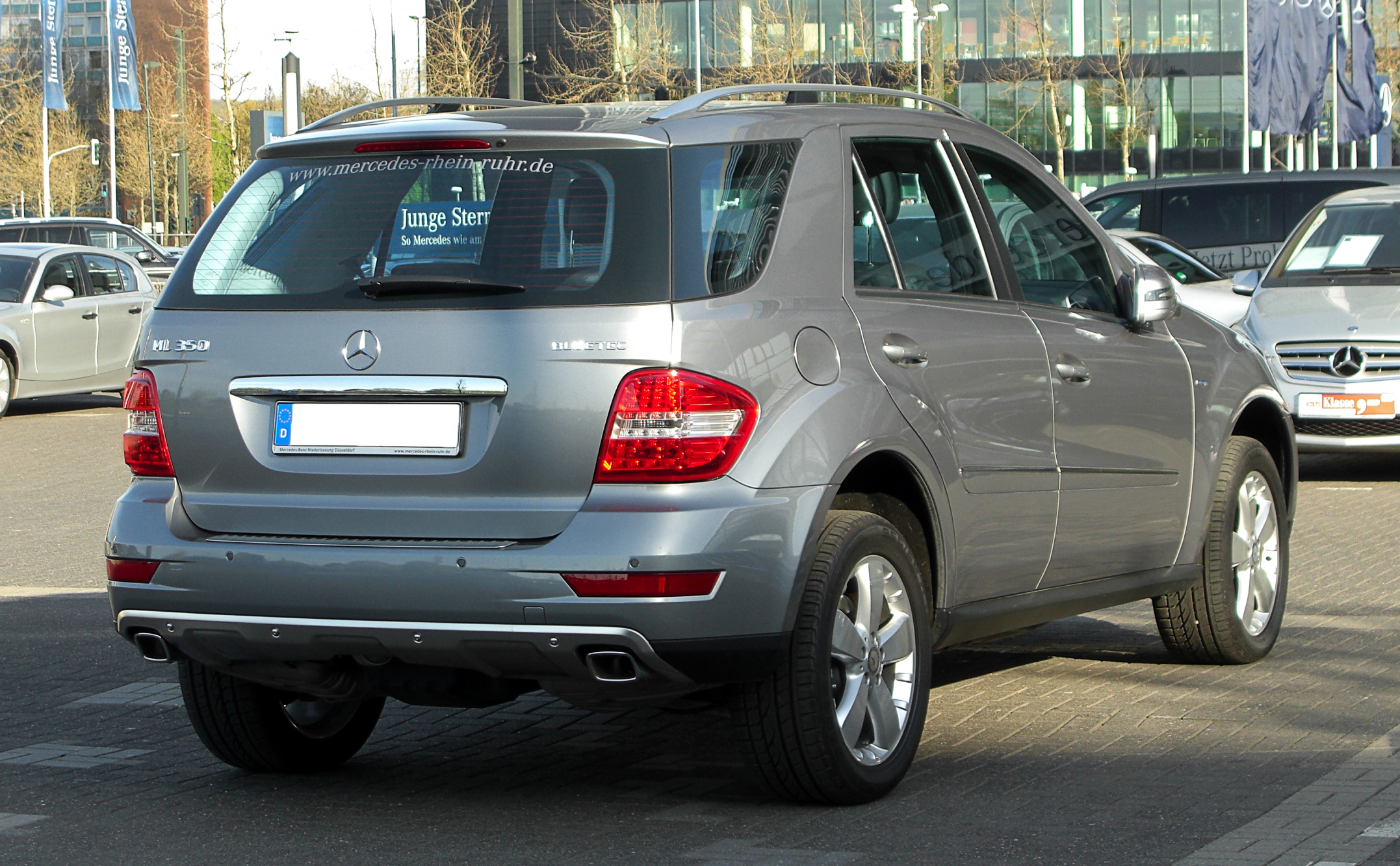
메르세데스-벤츠 M 클래스(후기형) 후측면

## 3세대(W166)

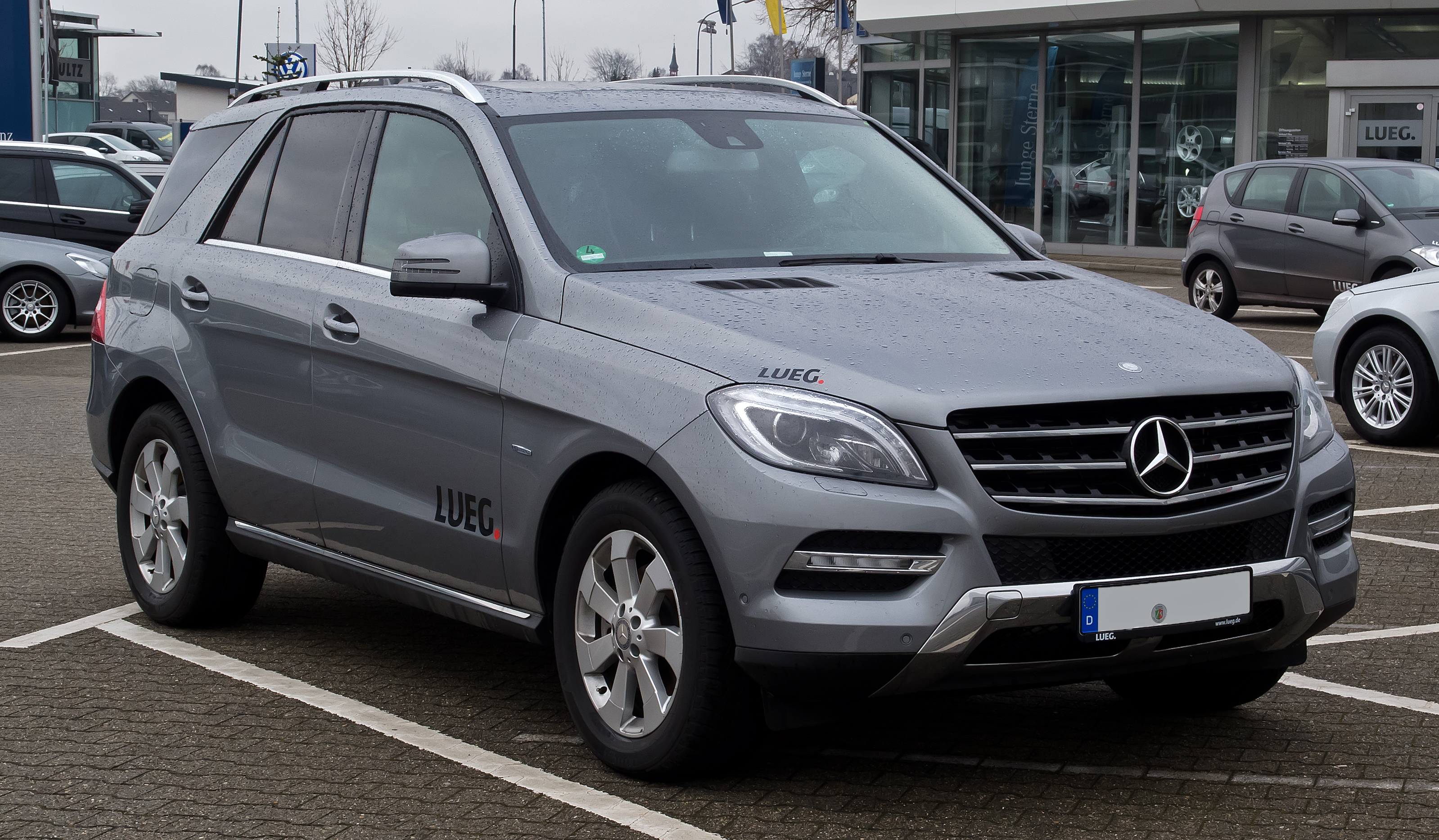
메르세데스-벤츠 M 클래스 정측면

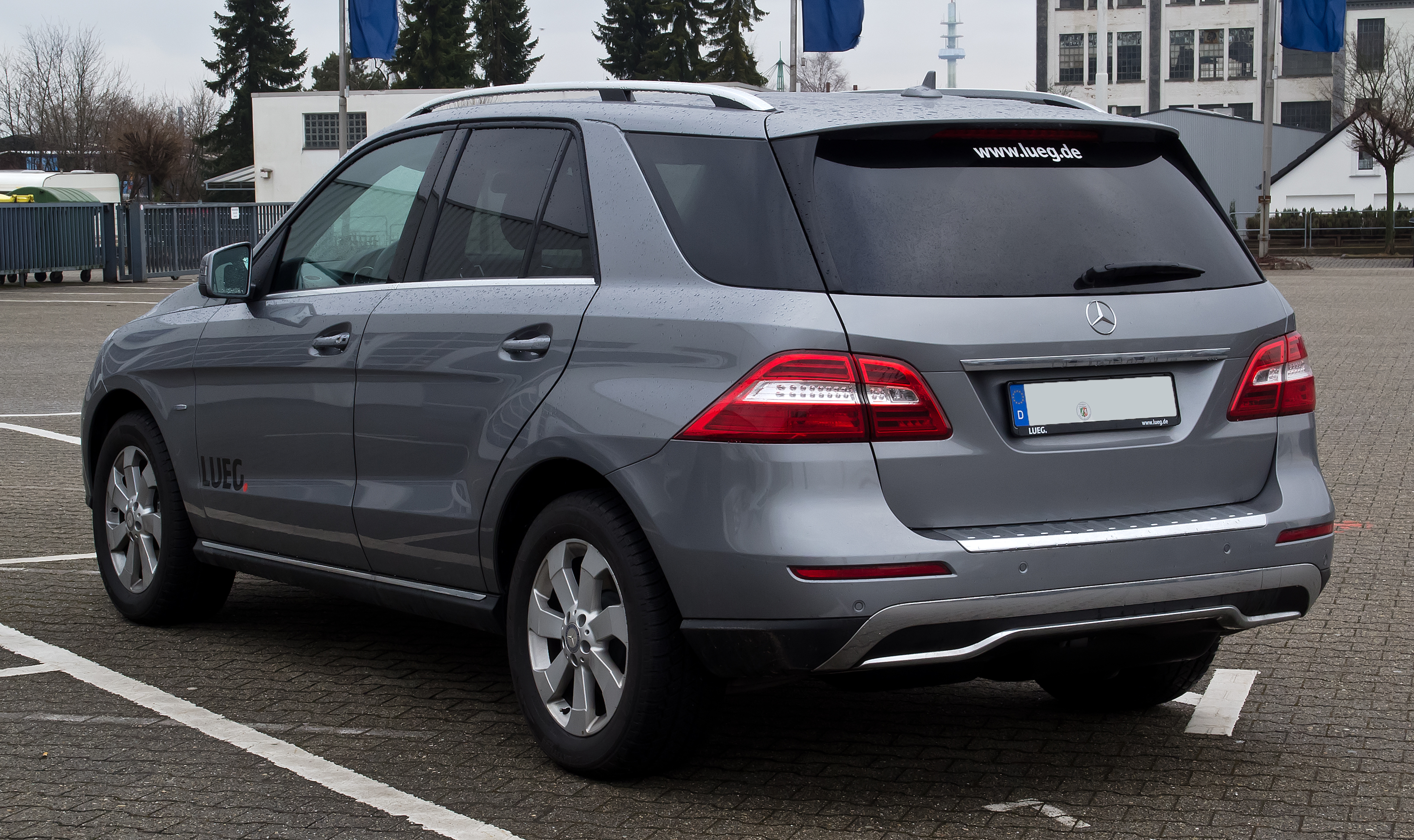
메르세데스-벤츠 M 클래스 후측면

2011년에 출시되었다. 2012년에 SBS에서 인기리에 방영됐던 드라마 신사의 품격에서 장동건이 탔던 차로 알려졌다. 에어 매틱 서스펜션, 나이트 뷰어 어시스트 플러스, 커멘드 시스템 등이 적용됐다. 2세대에 비해 연료 소비는 평균 25%가 감소됐다. 실내 폭은 2세대에 비해 25mm 늘어났고, 뒷 좌석 등받이와 시트 쿠션을 모두 접으면 동급 최고 수준인 총 2,010L의 적재 공간이 생긴다. 2세대처럼 컬럼 시프트 타입 7단 자동변속기를 고수하고 있다. 대한민국에는 204마력 2.2L ML250 블루텍 디젤 4매틱, 258마력 V6 3.0L ML350 블루텍 디젤 4매틱, 525마력 V8 5.5L 터보 엔진이 달린 ML63 AMG 가솔린 등 3가지 트림이 공식 수입된다. 클라라가 2013년에 이 차량을 구매한 것으로 알려졌다. 2015년부터 벤츠의 작명법으로 인해 GLE로 이름이 변경되었다. 동시에 페이스리프트를 거쳤다.